# ARGLU1
ARGLU1 (англ. Arginine and glutamate rich 1) – білок, який кодується однойменним геном, розташованим у людей на короткому плечі 13-ї хромосоми. Довжина поліпептидного ланцюга білка становить 273 амінокислот, а молекулярна маса — 33 216.
| 10         |  | 20         |  | 30         |  | 40         |  | 50         |
| ---------- |  | ---------- |  | ---------- |  | ---------- |  | ---------- |
| MGRSRSRSSS |  | RSKHTKSSKH |  | NKKRSRSRSR |  | SRDKERVRKR |  | SKSRESKRNR |
| RRESRSRSRS |  | TNTAVSRRER |  | DRERASSPPD |  | RIDIFGRTVS |  | KRSSLDEKQK |
| REEEEKKAEF |  | ERQRKIRQQE |  | IEEKLIEEET |  | ARRVEELVAK |  | RVEEELEKRK |
| DEIEREVLRR |  | VEEAKRIMEK |  | QLLEELERQR |  | QAELAAQKAR |  | EEEERAKREE |
| LERILEENNR |  | KIAEAQAKLA |  | EEQLRIVEEQ |  | RKIHEERMKL |  | EQERQRQQKE |
| EQKIILGKGK |  | SRPKLSFSLK |  | TQD        |  |            |  |            |

A: Аланін

D: Аспарагінова кислота

E: Глутамінова кислота

F: Фенілаланін

G: Гліцин

H: Гістидин

I: Ізолейцин

K: Лізин

L: Лейцин

M: Метіонін

N: Аспарагін

P: Пролін

Q: Глутамін

R: Аргінін

S: Серин

T: Треонін

Кодований геном білок за функцією належить до фосфопротеїнів. 
Задіяний у таких біологічних процесах, як транскрипція, регуляція транскрипції, альтернативний сплайсинг. 
Локалізований у ядрі.